# Протулипа
Протулипа је насељено место у Карловачкој жупанији у Хрватској. Административно припада општини Генералски Стол.

## Становништво
Према попису становништва из 2001. године, насеље је имало 51 становника у 19 породичних домаћинстава.
Кретање броја становника по пописима 1857—2001.
| година пописа  | 1857. | 1869. | 1880. | 1890. | 1900. | 1910. | 1921. | 1931. | 1948. | 1953. | 1961. | 1971. | 1981. | 1991. | 2001. |
| бр. становника | 133   | 152   | 137   | 136   | 138   | 139   | 128   | 143   | 139   | 143   | 136   | 109   | 80    | 73    | 51    |

- Напомена

До 1900. исказивано под именом Петрунићи Село.